# Bovistella
Bovistella is een geslacht van schimmels uit de familie van Lycoperdaceae. De typesoort is Bovistella ohiensis. Het geslacht werd beschreven door de Amerikaanse mycoloog Andrew Price Morgan in 1892.

## Soorten
Volgens Index Fungorum telt het geslacht 20 soorten (peildatum januari 2023):
| Soortnaam                   | Auteur(s)                  | Publicatiejaar |
| --------------------------- | -------------------------- | -------------- |
| Bovistella alpina           | D.A. Reid                  | 1969           |
| Bovistella ammophila        | (Lév.) Lloyd               | 1902           |
| Bovistella atrobrunnea      | Zeller                     | 1948           |
| Bovistella australiana      | Lloyd                      | 1905           |
| Bovistella davisii          | Lloyd                      | 1906           |
| Bovistella dominicensis     | Lloyd                      | 1906           |
| Bovistella floridensis      | Peck                       | 1909           |
| Bovistella glabrescens      | Lloyd                      | 1906           |
| Bovistella henningsii       | Lloyd                      | 1906           |
| Bovistella humidicola       | Bowerman                   | 1962           |
| Bovistella japonica         | Lloyd                      | 1906           |
| Bovistella longipedicellata | Teng                       | 1932           |
| Bovistella melanospora      | Kreisel                    | 1993           |
| Bovistella nigrica          | Lloyd                      | 1922           |
| Bovistella poeltii          | Kreisel                    | 1969           |
| Bovistella reticulata       | Sosin                      | 1959           |
| Bovistella rosea            | Lloyd                      | 1906           |
| Bovistella sinensis         | Lloyd                      | 1923           |
| Bovistella utriformis       | (Bull.) Demoulin & Rebriev | 2017           |
| Bovistella verrucosa        | G. Cunn.                   | 1925           |